# KTorrent
KTorrent je BitTorrentový klient napsaný v programovacím jazyce C++ pro grafické prostředí KDE. KTorrent používá uživatelské prostředí Qt. Je součástí kolekce programů KDE Extragear.

## Funkce
- Nastavení limitu pro rychlost stahování/odesílání
- Nastavení od kdy do kdy se může stáhnout určitý počet dat (Scheluder plugin)
- Integrované internetové hledání torrentů na torrent serverech. (používá KHTML).
- Podpora pro UDP tracker protokol
- Blacklist IP adres
- Port forwarding s UPnP (Universal Plug and Play)
- Šifrování BitTorrent protokolu
- Podpora DHT (Distributed hash table)
- Podpora výměny µTorrent peerů (PEX)
- Nastavení priority souborů
- Možnost importovat částečně stažené soubory
- Ruční přidání trackerů
- Podpora RSS čtečky
- Plugin pro spuštění BitTorrent démona na serveru s výchozím číslem portu 8080 (Web interface plugin)

### Nové funkce KTorrent 3
- podpora IPv6
- podpora protokolu SOCKS verze 4 a 5
- Aktivní síťové rozhraní mohou být specifikovány
- Alternativní seznam pro zobrazení souborů z torrentu
- Jednotlivé soubory z torrentu mohou být přemisťovány